# Бьянка, Вива
Вива Бьянка (англ. Viva Bianca), урождённая Вива Скубишевски (пол. Viva Skubiszewski; род. 17 ноября 1983) — австралийская актриса.

## Биография
Вива Скубижевски родилась 17 ноября 1983 года в Австралии. Она окончила Академию театрального искусства Западной Австралии, где получила награду как лучшая актриса. Дочь Цезаря Скубижевски (англ. Cezary Skubiszewski), родившегося в Польше австралийского композитора музыки для фильмов, ТВ и оркестра. Вива считает Кейт Бланшетт и Хита Леджера австралийскими актёрами, оказавшими на неё наибольшее влияние.
Бьянка снималась во многих австралийских телесериалах, таких как Eugenie Sandler P.I., Marshall Law, All Saints и The Strip. Она также снималась в австралийских фильмах Accidents Happen и Bad Bush. Бьянка снялась в роли Илитии — дочери сенатора Албиния и жены Глабра в сериале Starz «Спартак: Кровь и песок».
В 2011 году снялась в австралийской криминальной драме «Икс», режиссёром которой стал Джон Хьюит. Напарницей Бьянки по этой картине стала 19-летняя британская актриса Ханна Мэнгэн Лоуренс. По сюжету фильма Вива играет роль проститутки с солидным стажем, которая решила завязать с этим делом. Вместе с героиней Лоуренс Холи Роу, роль которой играет Бьянка, отправляется на поиски другой работы, однако по дороге они связываются с местными бандитами и попадают в переделку. В этом же году на экраны вышел австралийский фильм ужасов «Паника на Рок-Айленде», где Бьянка сыграла эпизодическую роль.

## Фильмография
| Год       |     | Русское название                | Оригинальное название       | Роль                   |
| --------- | --- | ------------------------------- | --------------------------- | ---------------------- |
| 2000      | с   |                                 | Eugenie Sandler P.I.        | Адриана                |
| 2002      | с   | Маршалл Лоу                     | Marshall Law                | Тиффани                |
| 2003—2006 | с   |                                 | Blue Heelers                | Тэмми Кинг             |
| 2006      | с   | Все святые                      | All Saints                  | Майкли Крэтт           |
| 2008      | с   | Полоса                          | The Strip                   | Серена                 |
| 2009      | ф   | Неприятности случаются          | Accidents Happen            | Бекки                  |
| 2009      | ф   | Плохой Буш                      | Bad Bush                    | Офелия                 |
| 2010—2012 | с   | Спартак: Кровь и песок          | Spartacus: Blood and Sand   | Илития                 |
| 2011      | тф  | Паника на Рок-Айленде           | Panic at Rock Island        | Пэйдж                  |
| 2011      | ф   | Икс                             | X                           | Холи Роу               |
| 2012—2013 | с   | Спартак: Месть                  | Spartacus: Vengeance        | Илития                 |
| 2012      | тф  | Любовь за рождественским столом | Love at the Christmas Table | Ребекка                |
| 2013      | ф   | Призренный                      | Scorned                     | Дженнифер              |
| 2013      | кор | Я хочу тебя                     | I Want You                  | Майя                   |
| 2014      | ф   | Расплата                        | The Reckoning               | детектив Джейн Ламберт |
| 2014      | ф   | Мазила                          | Turkey Shoot                | Джилл Уилсон           |
| 2015      | ф   | Показывая Корни                 | Showing Roots               | Ди                     |
| 2015      | ф   | Минуты до полуночи              | Minutes to Midnight         | Эмили                  |
| 2015      | ф   | Дорога к Искуплению             | Road to Redemption          | Саманта Макфейден      |